# Уфимский учительский институт иностранных языков

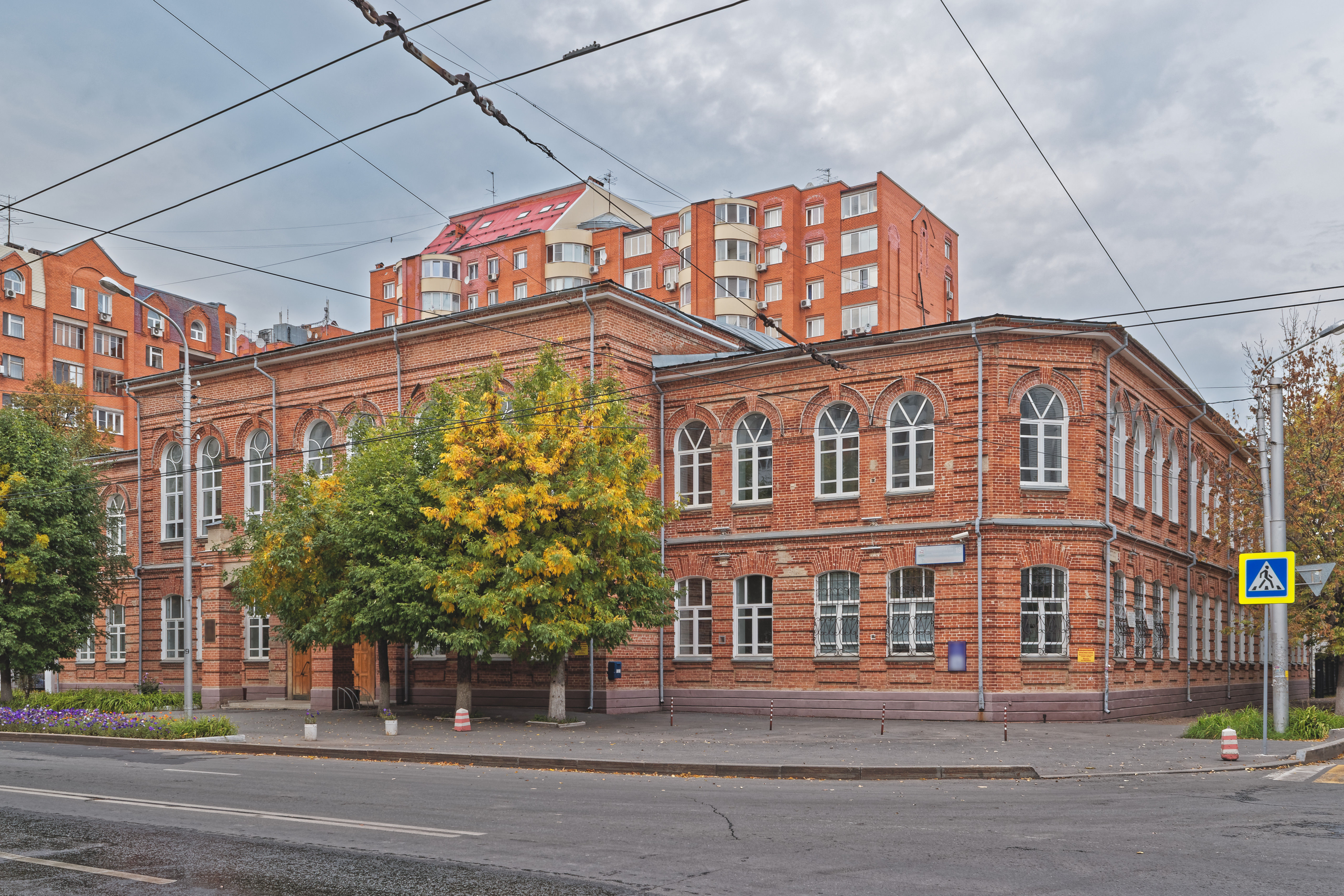
Здание факультета романо-германской филологии БГУ (ныне Уфимский университет науки и технологий) (с 1937г.).Уфа

Уфимский учительский институт иностранных языков (ныне Уфимский университет науки и технологий) — высшее педагогическое учебное заведение, действовавшее в Белебее (1937—1939) и Уфе (1939—1941).

## История
Старая российская система образования была разрушена революцией 1917 года. Наркомпрос предпринимает попытки создать новый образовательный стандарт в виде Единой трудовой школы. Но до 1930-х годов первостепенной задачей оставалась ликвидация неграмотности, и о систематическом преподавании иностранных языков не было и речи.
Начавшаяся в стране индустриализация, строительство новых предприятий с помощью иностранных специалистов и массовая закупка импортного оборудования заставили начать подготовку специалистов со знанием иностранных языков.

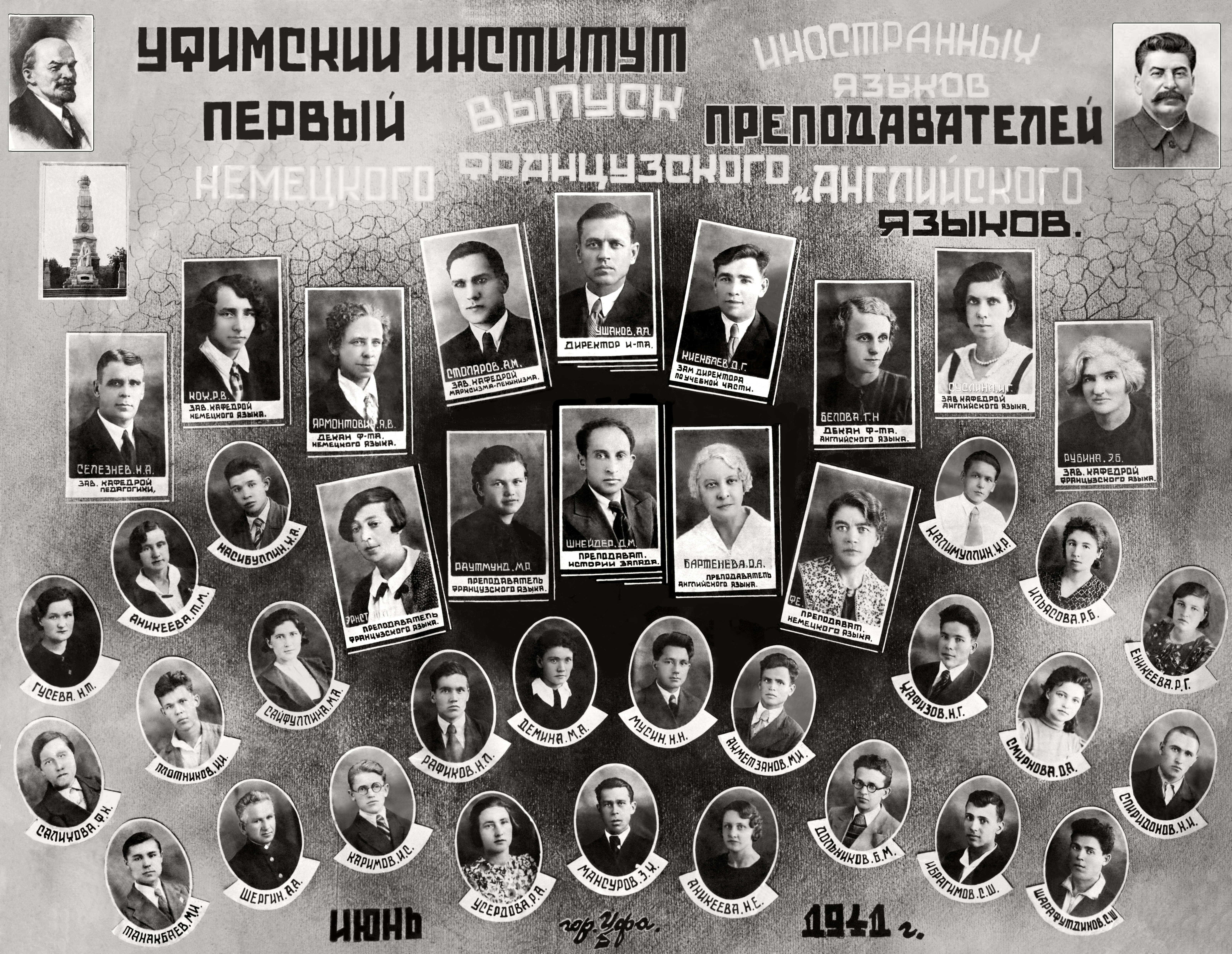
Первый выпуск Уфимского учительского института иностранных языков (ныне Уфимский университет науки и технологий)1941

В 1930 году был открыт Московский государственный институт иностранных языков (позже 1-й Московский государственный педагогический институт иностранных языков).
25 августа 1932 года вышло Постановление ЦК ВКП (б) об обязательном знании одного из иностранных языков (немецкого, французского или английского) каждым выпускником средней школы.
18 сентября 1937 года вышло Постановление Совнаркома РСФСР № 353 «О подготовке преподавателей иностранных языков для неполной средней и средней школы». В Ленинграде был создан 1-й ЛГПИИЯ (ныне: Институт иностранных языков при Российском государственном педагогическом университете им. А. И. Герцена). Подобный вуз был создан в Горьком. Вслед за этим стали открываться 3-годичные институты иностранных языков почти во всех областных центрах страны.
Приказом Наркомпроса РСФСР № 265 от 19 июня 1938 года на базе 2-годичных курсов при Белебеевском Татарском педагогическом училище был открыт Учительский институт иностранных языков. Вскоре он получил название Уфимского учительского института иностранных языков (Постановление Совнаркома БАССР № 1499 от 25 октября 1938 г.)

## Уфимский учительский институт иностранных языков (нынеУфимский университет науки и технологий)

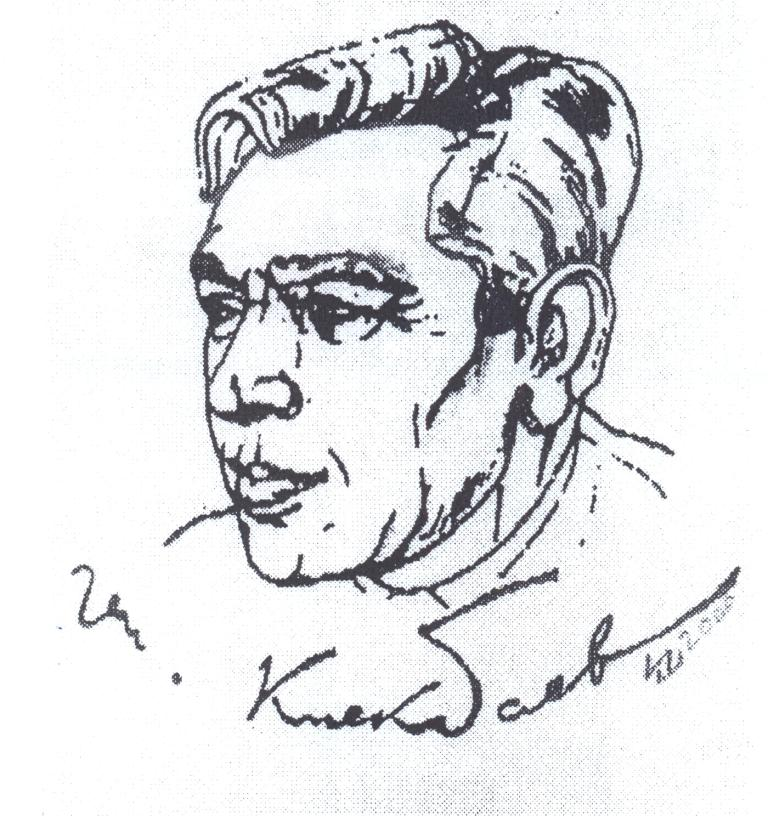
Портрет Дж. Г.Киекбаева. Художник И.Шаяхметов

### В Белебее
На момент открытия Учительского института иностранных языков на курсах было два отделения: французского языка (1 группа) и немецкого языка (2 группы). Необходимо было укомплектовать английское отделение преподавателями (не было ни одного) и студентами. На момент открытия института (1937 г.) полностью решить эти задачи не удалось. Приём некоторых преподавателей на работу требовал сложных согласований не только с местными властями, но с партийными и правоохранительными органами. Например, некоторые были административно высланными в Белебей (Р. Ю. Ролов, Е. А. Калиткина).
Директором Учительского института был назначен Мухаммадей Габидуллович Габидуллин. Заместителем директора по учебной части и преподавателем немецкого языка-Джалиль Гиниятович Киекбаев, выпускник 1-го МГПИИЯ 1934 года. Преподавателем немецкого языка была Е. А. Калиткина. Преподавателем английского языка-К. И. Девина (с высшим незаконченным образованием), французского языка- Н. М. Борисова.
Русский язык преподавали М. Н. Осин (выпускник БГПИ), О. Н. Ожиганова.
На первом курсе изучались: современный иностранный язык, политическая экономия, всеобщая история, русский язык, психология, педагогика.
На втором: диалектический и исторический материализм, общее языкознание, современный иностранный язык, методика преподавания, литература (английская, французская, немецкая). Факультативно преподавались: русский язык и литература, история ВКП(б), физкультура.
Выпускниками присваивалась квалификация «Преподаватель иностранного языка в 5-7 классах».
Отдельного здания у института не было, занятия проходили только во вторую смену в здании Татпедучилища. Не было общежития, не хватало и учебников и других пособий для изучения иностранных языков.

### В Уфе
25 октября 1938 года Совнарком БАССР принял Постановление «О переводе Учительского института иностранных языков из г. Белебей в г. Уфу». Было выделено 50 мест в общежитии Башкирского педагогического училища. Кроме того, были выделялись под общежитие помещения бывшего Благовещенского женского монастыря (ныне ул. Сочинская, 6 и 8).
Учебные занятия должны были проходить в здании Башкирского сельхозинститута во вторую смену.
Но переезд состоялся только в 1939 году.
К этому времени вышло Постановление СНК РСФСР № 1318 «О реорганизации педагогических училищ Наркомпроса РСФСР в Учительские институты». В Уфе не стали открывать второй Учительский институт. Стерлитамакское и Бирское были преобразованы в Учительский институт. Уфимское педучилище было преобразовано в дошкольное педучилище.
К началу 1939/40 учебного года в УУИИЯ прибыли первые преподаватели из Москвы и Ленинграда: Я. В. Ярмонтович (немецкий язык, 1940-1946-декан инфака БГПИ),И. Г. Суслина (английский язык, зав.каф. БГПИ), Г. Н. Белова (нем.язык,1940-1945- зав.кафедрой БГПИ). Из Белебея переехал выпускник 1 МГПИИЯ Н. З. Диаров.
На 1940/1941 уч.г. план приёма в УУИИЯ: английский язык- 70, немецкий язык- 45, французский язык- 45 человек.
УГИИЯ вселился в здание на площади Володарского, 2 (ныне ул. Х.Давлетшиной) в ноябре 1939 года. Помещений не хватало. На 32 группы было всего 19 аудиторий. В общежитии стали проживать и молодые преподаватели.
В 1940 году директором института стал преподаватель марксизма-ленинизма А. А. Ушаков. Он направил в Башкирский обком ВКП (б) и наркомпрос РСФСР письмо с просьбой передать институту всё здание Башпедучилища.
Комитет по Делам Высшей Школы при Совнаркоме СССР ввёл новое штатное расписание (27 человек): доцентов, заведующих кафедрами- 6; доцентов кафедр-3; старших преподавателей-5; преподавателей- 13;лаборантов-7.
К началу 1940/1940 учебного года в Уфу прибыли выпускники Ленинградских и Московских вузов:
Выпускники 1-го ЛГПИИЯ (нем.) Е. И. Семёнова (с 1940 г. Цуканова), Н. А. Лупман, Г. Н. Классен (проработал в Уфе более 50 лет, прозван «учителем учителей немецкого языка» республики); английского отделения- Е. И. Фёдорова; французского отделения М. Р. Раудмунд (с 1941 г. Кальмус).
Выпускница английского отделения 1-го МГПИИЯ В. Ф. Козлова.
О своём распределении в Уфу Г. Н. Классен говорил шутя, что в его комнате в общежитии висела картина «Взятие Чапаевым Уфы в 1919 г.» и он счёл этой судьбой. Уфу он покидал только во время войны, провёл это время, как и все российские немцы, в трудовой армии.
Преподавателями УУИИЯ были оказавшиеся в Уфе по различным причинам Т. Л. Эрнст (выпускница университета Нанси, Франция), С. П. Гоцинная (Петроградский университет, 1920), Е. А. Шуцкая (англ., нем., фр.), Э. Б. Рубина (Женева, Швейцария), Е. К. Брюкнер (1 МГПИИЯ). Е. А. Фе была руководителем педпрактики, в период войны и до 1949 г. была зав.кафедрой нем.языка ( в 1920-1950-е гг. Уфа и Пермь были городами в европейской части страны, где разрешалось селиться некоторым категориям ссыльных и эмигрантов- репатриантов, это оказало положительное влияние на развитие культуры и науки в них ).
В конце июня 1941 года состоялся первый выпуск УУИИЯ, институт окончили 30 человек.
Перед началом Великой Отечественной войны институту стали передавать здание бывшей 2-й Уфимской женской гимназии по ул. Сталина, 19 (ныне Коммунистическая, 19, здание БГУ (ныне Уфимский университет науки и технологий)). К этому времени в институте было 550 студентов на дневном и 250 человек на вечернем отделении.
15 августа 1941 года А. А. Ушаков ушёл на фронт, директором института был назначен Дж. Г.Киекбаев (будущий профессор и проректор БГУ). 11 августа 1941 года зам.председателя СНК БАССР подписал Постановление о закрытии БГПИ и УУИИЯ. Но уже 22 августа 1941 года Поставновлением совнаркома БАССР № 648 УУИИЯ объявляется факультетом иностранных языков БГПИ им. К. А. Тимирязева (ныне Уфимский университет науки и технологий). 22 октября 1941 года приказом № 650 НКПРоса РСФСР это слияние было официально закреплено.
С 1 ноября 1941 года деканом факультета иностранных языков была назначена М. В. Ярмонтович. В связи с прибытием в Уфу преподавателей московских, ленинградских вузов, преподавателям института было предложено освободить занимаемые должности и квартиры и выехать на работу в районы республики. Например, Дж. Г.Киекбаев был директором средней школы в с. Саитбаба Гафурийского района БАССР.